# I. Illés moldvai fejedelem
I. Illés vagy Iliaș (1409. július 20. – 1448. április 23.) Moldva fejedelme 1432 januárjától 1433 októberéig és 1435 augusztusától 1443 májusáig.
Édesapját, I. Sándort követte a trónon, megosztva a fejedelemséget fivérével II. Istvánnal. Együtt tették le Jagelló Ulászlónak, a lengyel királynak a hűbéri esküt. Nemsokára Illés harcba bonyolódott testvérével, és 1435-ben felosztották egymás közt az országot: István Besszarábiát, Illés a tulajdonképpeni Moldvát kapta. Később István megvakíttatta és megfosztotta trónjától Illést, aki azonban még pár évig élt.